# Шелберн Фолс (Масачусетс)
Шелберн Фолс (енгл. Shelburne Falls) насељено је место без административног статуса у америчкој савезној држави Масачусетс.

## Демографија
По попису из 2010. године број становника је 1.731, што је 220 (-11,3%) становника мање него 2000. године.
| Група             | 2000.         | 2010.         |
| Белци             | 1.883 (96,5%) | 1.635 (94,5%) |
| Афроамериканци    | 5 (0,3%)      | 6 (0,3%)      |
| Азијати           | 13 (0,7%)     | 27 (1,6%)     |
| Хиспаноамериканци | 16 (0,8%)     | 25 (1,4%)     |
| Укупно            | 1.951         | 1.731         |